# Кларенца
Кларенца (фр. Clarence італ. Chiarenza, грец. Γλαρέντζα), також відоме як Кларенція, Кларенс, К'яренца або Гларенца — важливе середньовічне портове місто на крайньому західному мисі півострова Пелопоннесі в Еліді, Греція, поблизу сучасного порту Килліні. Місто було засноване в середині XIII століття Гільйомом II де Віллардуен і слугувало головним портом і монетним двором франкського Ахейського князівства. Порт знаходився в 13 кілометрах від столиці князівства Андравіди. Торгівля з Італією принесла портовому місту значне процвітання. Купці Іонії та Леванта широко користувалися мірами ваги та монетами Кларенци. Старші сини ахейських князів носили титул герцога Кларенци. Місто займало значну територію (9000 м²) та було оточене ровом і фортечними  стінам. Товщина стін сягала 2 м, але вони були побудовані з досить неміцного матеріалу — брикетів необпаленої цегли на кам'яному цоколі. В 1428 майбутній візантійський імператор Костянтин XI Палеолог отримав місто як посаг і наказав зруйнувати стіни, щоб оборонні укріплення Кларенци не використовувалися піратами.
У складі візантійського Морейського деспотату Кларенца стала його співстолицею, будучи резиденцією одного з деспотів Палеологів до османського завоювання в 1460 році. Під османським правлінням Кларенца швидко занепала, оскільки торговельні зв'язки з Італією були розірвані, і до XVI століття було покинуте і перетворилось на руїну. Сьогодні від міста залишилося небагато: сліди міської стіни, церкви та кількох інших будівель, а також замулена гавань.

## Історія

Карта Пелопоннесу з його основними місцями пізнього середньовіччя

Кларенца була заснована в середині XIII століття правителем франкського Ахейського князівства Вільгельмом II Вільгардуеном (правив у 1246–78 роках). Князівство було утворене після Четвертого хрестового походу і охоплювало більшу частину Мореї (прийнята середньовічна назва півострова Пелопоннес) на півдні сучасної Греції. Місто називалось Clarence або Clairence французькою, Chiarenza або Clarenza італійською і Clarentia або Clarencia латиною. У тогочасних візантійських документах назва грецькою мовою перекладалась як Κλαρέντσα (Кларенца), Κλαρίντζα (Кларінца), або Γλαρέντζα (Гларенца).
Середньовічне місто було розташоване на північному краю мису, який утворює найзахіднішу точку Пелопоннеса, в 800 метрах на захід від сучасного портового поселення Килліні. Це було місце, відоме з часів античності як найкраще укріплення в усій Еліді, і, ймовірно, було місцем розташування античного  міста Кіллена. Кларенца була заснована як порт для столиці князівства, розташованої всередині країни в Андравіді, приблизно в 13 кілометрах від Кларенци. Андравіда, Кларенца та фортеця Клермон (приблизно в  5 кілометрах від Кларенци) утворювали адміністративне серце Ахейського князівства.
Кларенца мала дуже зручне розташування для морських перевезень між Мореєю та містами Італії. Як зазначено на вебсайті Міністерства культури Греції, Кларенца «швидко утвердилася як найважливіший фінансовий і міський центр князівства хрестоносців із міжнародним визнанням», тоді як, за словами медієвіста Антуана Бона, це була «агломерація, яка за своєю діяльністю має найбільше нагадувати місто в сучасному розумінні цього слова». Це було космополітичне місто, яке активно відвідували італійські торгівці, головним чином венеційці. Торгівля принесла місту велике процвітання, про що свідчить той факт, що в XIV столітті Кларенца використовувала власну систему мір ваги а також карбувала власну монету. Тут знаходився шпиталь, а також банки, житло для моряків і францисканський монастир. Згідно зі списком феодальних володінь 1391 року, місто налічувало близько 300 коминів, що робило його одним з найбільших у князівстві.

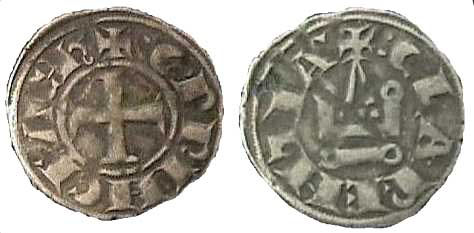
Торнезе Гільйома II де Віллардуен (1246-1278). 19 мм, 0.85 г.

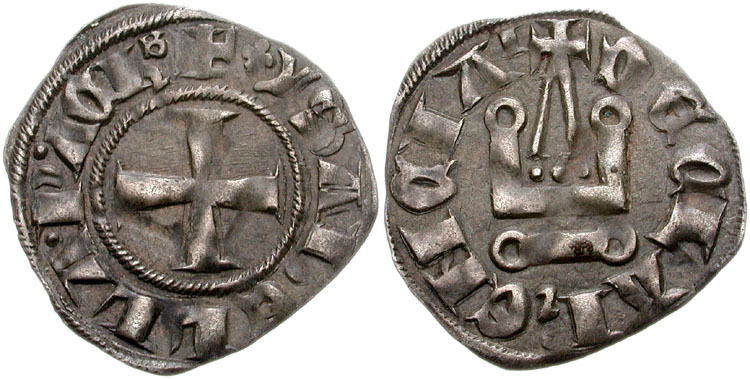
Торнезе Ізабелли де Вілардуен (1297-1301). 18мм, 0.84 г, 2h

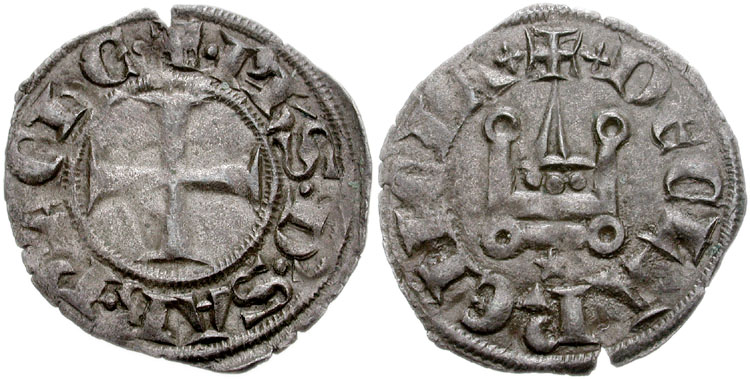
Торнезе Філіпа I де Савоя-Ахая (1301) 19мм, 0.77 г, 7h

Місто також було місцем княжого монетного двору, який з XIII століття і до свого припинення в 1353 році карбував монети торнезе (за зразком французьких турнських денаріїв), на яких спочатку містився напис [DE] CLARENTIA, а з часів правління Флоріс де Ено (правив у 1289–97 роках) і далі - DE CLARENCIA. Незважаючи на те, що головною резиденцією княжого двору була Андравіда, Кларенца також мала певне політичне значення. В місті відбулося кілька парламентів і зборів, таких як судовий розгляд щодо спадщини баронства Акова в 1276 році або парламент і присяга на вірність Ізабеллі де Віллардуен та Флорісу де Ено в 1289 році. Кларенца була оточена фортечними мурами, але вчені сперечаються, коли саме вони були зведені. Дебати стосуються зв'язку між Кларенцею та сусідньою фортецею Клермон, яка, на думку тих, хто вважає, що Кларенцу спочатку була неукріпленою, служила цитаделлю міста, і в такому випадку саме замок Клермон, ймовірно, був початковим місцем розташування монетного двору, звідки його альтернативна назва «Замок Торнезе» (Castel Tornese).

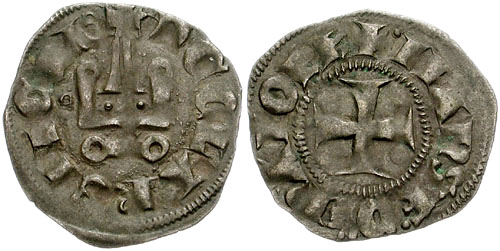
Торнезе претендента на трон Фердинанда Майоркського (1315-1316). 19мм, 0.74 г, 3h.

У червні 1315 року Кларенца була захоплена арагонськими військом інфанта Фердинанда Майоркського, який претендував на титул князя Ахейського на підставі свого шлюбу з Ізабеллою Сабранською, онукою Гільйома II де Віллардуен. Фердинанд зробив Кларенцу своєю резиденцією і незабаром захопив всю Еліду, чому посприяло відступництво кількох ахейських баронів, незадоволених правлінням князівства анжуйцями з Неаполітанського королівства. Фердинанд почав карбувати монети зі своїм іменем — найрідкісніші випуски монетного двору Кларенца, — але його правління було перервано з поверненням інших претендентів — Матильди Ено та Людовіка Бургундського. У битві при Маноладі, що відбулася на північний схід від Кларенци 5 липня 1316 року, арагонці зазнали поразки, а сам Фердинанд був убитий. Решта його армії втекли до Кларенци і незабаром здали місто та інші фортеці, які вони зайняли та покинули Пелопоннес, забравши з собою труп Фердинанда.
Занепад міста почався на початку XV століття після погіршення долі самого князівства. У той час Ахайя під керівництвом князя Чентуріоне II Дзаккарія (правив у 1404—1430 рр.) опинилася під загрозою нападів візантійців з Морейського деспотату з одного боку та експансіоністських претензій родини Токко з пфальцграфства Кефалонії та Закінфа з іншого боку. Наприкінці 1407 року власний зять Чентуріоне Леонардо II Токко загарбав Кларенцу де захопив величезну здобич, як зазначено в Хроніці Токко. Знадобилося кілька років конфліктів і дипломатичних маневрів, перш ніж укладена за посередництва венеційців угода повернула місто Чентуріоне в липні 1414 року. У 1417 році візантійці під керівництвом деспота Феодора II Палеолога та його брата Іоанна VIII Палеолога здійснили черговий напад на залишки князівства. Брати швидко просунулися вперед, змусивши Чентуріоне укритись в Кларенці, яка була безуспішно атакована візантійцями. У 1418 році було укладено перемир'я, але в тому ж році містто захопив італійський авантюрист Олів'є Франко, який в 1421 році продав місто Карло I Токко, старшому брату Леонардо.
Маючи в руках Кларенцу, Токко почали відкрито претендувати на інші території Пелопоннеса та напали на землі  латинського архієпископа Патри Стефана Дзаккаріа, брата Чентуріона. У 1427 році візантійці, очолювані особисто імператором Іоанном VIII, напали на землі Токко на Пелопоннесі. Після того як візантійський флот розбив флот Каррло Токко, останній був змушений підкоритись. В 1428 році Карло Токко віддав свою племінницю Маддалену Токко за деспота Костянтина Палеолога (майбутнього останнього візантійського імператора), а Кларенцу передав йому як частину посагу. Коли Костянтин обложив Патри в 1429 році, каталонський флот, який прийшов на допомогу місту, захопив Кларенцу, змусивши Костянтина викупити її. Відтак Костянтин Палеолог вирішив зруйнувати міські мури Кларенци, щоб зменшити її привабливість для франкських завойовників.

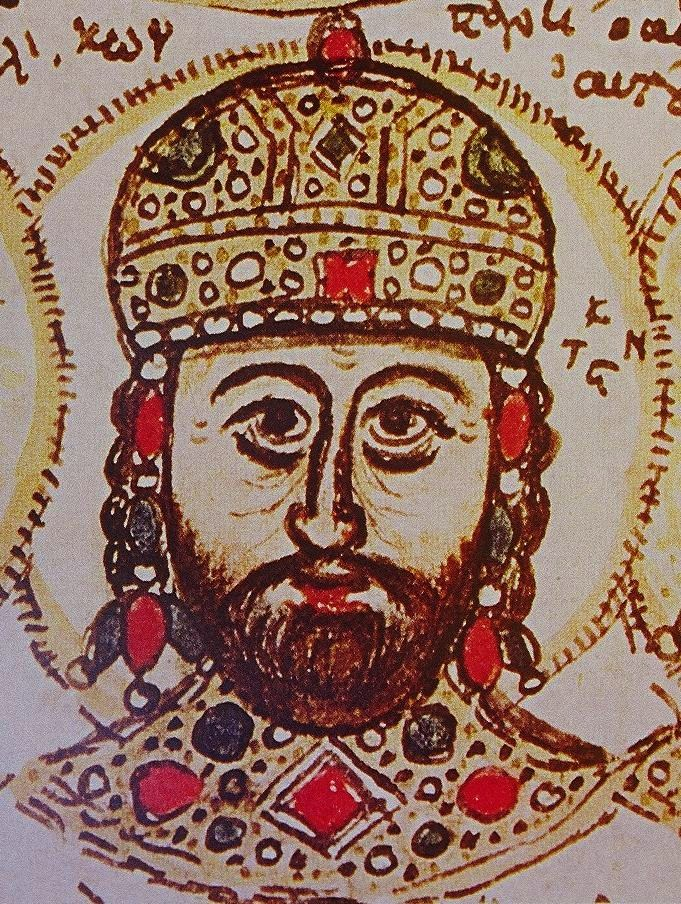
Мініатюрний портрет Костянтина XI Палеолога, деспота Мореї та останнього візантійського імператора

У 1430 році, після остаточного підкорення Ахейського князівства візантійцями, Пелопоннес був розділений на уділи між різними князями Палеологами. Кларенца стала резиденцією Томи Палеолога до 1432 року, коли він обмінявся своєю часткою з Костянтином, який спочатку оселився в Калавриті. У 1446 році Кларенца та її околиці зазнали набігу турків-османів під керівництвом султана Мурада II, а в 1460 році вона разом із рештою візантійського Пелопоннесу була остаточно захоплена Османською імперією. Незважаючи на те, що сусідній замок Хлемуці продовжував відігравати роль військової фортеці аж до XIX століття (він був гарнізоном венеційців під час османсько-венеціанської війни 1463–79 років і був атакований Мальтійськими лицарями в 1620 році), сама Кларенца швидко прийшла в запустіння, оскільки морські зв'язки з Італією були розірвані і порт втратив своє значення. У XVI столітті Кларенца вже була покинута і напівзруйнована. Мандрівники описували руїни Кларенци аж до XIX століття, а пізніше були зроблені її фотографії. Під час німецької окупації Греції в часи Другої світової війни, німецька армія знищила значну кількість все ще збережених залишків міста.
На початку XIX століття кілька авторів і мандрівників, як-от Роберт Байрон, стверджували, що від Кларенци (у її  латинській назві Clarentia/Clarencia) походить назва британського королівського титулу «герцог Кларенський» через принцесу Матильду Ено та її двоюрідну сестру Філіппу де Авен. У XX столітті це твердження повторювалося авторитетними виданнями, такими як енциклопедія Meyers Konversations-Lexikon. Однак ця точка зору була остаточно відкинута ще в 1846 році військовим офіцером і антикваром Вільямом Мартіном Ліком, який зазначив, що жодного разу англійські королівські особи не мали титулів з Мореї і що титул «Кларенський» походить від міста Клер у графстві Саффолк, а не Кларенци в Мореї.

## Місце розташування та археологічні залишки

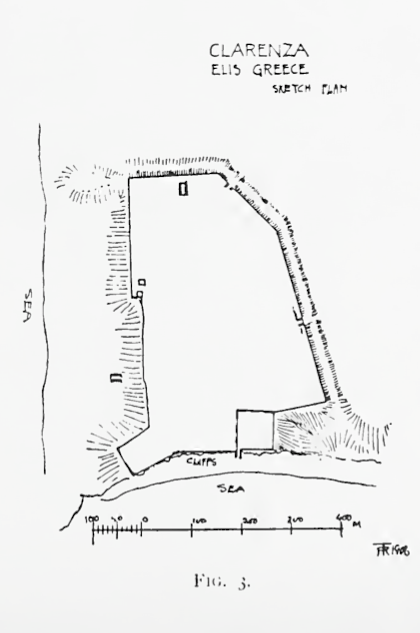
План Кларенци (північ справа), зроблений Р. Траквейром, із «Середньовічних фортець на північно-західному Пелопоннесі», стор. 268 — 284 у щорічнику Британської школи в Афінах за 1906/7 р.

Місто Кларенца було розташоване на невеликому плато, що трохи спускалося із заходу на схід, на крайньому північно-західному кінці півострова, відомого в античності як Хелонатас. Місто займало неправильну форму бл. 450 метрів зі сходу на захід і 350 метрів з півночі на південь, тобто займала близько 8800 м2. Північна та західна сторони міста межували з морем і були захищені скелею, що здіймається над морем на висоту біля 50 м. Порт був розташований на півночі, захищений від небезпечних західних і південно-західних вітрів.
Речових залишків середньовічного міста залишилось дуже мало. Міська стіна, яка оточувала поселення, здебільшого зникла, і сьогодні її важко простежити, але, судячи з залишків її фундаменту, вона не була значною оборонною спорудою. Вона була збудована з досить неміцного матеріалу — брикетів необпаленої цегли на кам'яному цоколі, мала товщину біля 1,8-2 метри і була посилена прямокутними вежами. Від трьох воріт залишились більш збережені залишки. Зі східної, південно-східної та південної сторін був ров близько 20-22 метрів, а ґрунт з рову утворював з внутрішньої сторони вал, на якому були зведені міські мури. У південно-західному куті міста знаходилася невелика цитадель. Порт був відділений від головного міста муром і знаходився в розкопаній улоговині (сьогодні болото) і, ймовірно, відокремлений від моря штучним молом і захищений розширеннями міських стін. Вхід у гавань був із заходу, захищений як від вітру, так і від берегових мілин.
Серед небагатьох залишків будівель з внутрішньої частини міста найбільш помітними є великі монументальні сходи та велика церква розмірами приблизно 43 на 15 метрів на північному сході. Церква була відносно простої конструкції, але незвичайних розмірів, і А. Бон пропонує ототожнювати її з францисканською церквою, де в 1276 і 1289 роках проходили збори ахейської знаті. Решта стін церкви були повністю зруйновані німецькою армією під час окупації.
В даний час об'єктом керує 6-й ефорат візантійських старожитностей. До нього можна дістатися на автомобілі, і він відкритий для відвідувачів.

## Зовнішні посилання
- Д. Атанасуліс, Γλαρέντζα — Кларенс